# Samfundet De Nio
Samfundet De Nio (Gemeinschaft der Neun) ist eine schwedische Akademie für Literatur mit neun Sitzen, die am 14. Februar 1913 in Stockholm gegründet wurde. Die Gründung beruhte auf dem Testament der Schriftstellerin Lotten von Kræmer vom 2. Juni 1910.
Das Ziel der Gemeinschaft ist die Unterstützung literarischer Werke sowie von Frauen- und Friedensfragen. Die Mitglieder der Akademie werden auf Lebenszeit gewählt, doch können sie – wie seit 2018 auch bei der Schwedischen Akademie möglich – vorzeitig ihren Rücktritt erklären. Vier Sitze sind reserviert für Frauen und weitere vier für Männer. Die Gemeinschaft wurde seit 1988 durch den Wortführer Inge Jonsson (1928–2020) geleitet. Der erste Stuhl des Wortführenden wechselt ständig zwischen einem Mann und einer Frau.

## Gegenwärtige Mitglieder
- Stuhl Nummer 1 – Anna Williams
- Stuhl Nummer 2 – Nina Burton
- Stuhl Nummer 3 – Jonas Ellerström
- Stuhl Nummer 4 – Marie Lundquist
- Stuhl Nummer 5 – Gunnar Harding
- Stuhl Nummer 6 – Sara Stridsberg
- Stuhl Nummer 7 – Niklas Rådström
- Stuhl Nummer 8 – Madeleine Gustafsson
- Stuhl Nummer 9 – Johan Svedjedal

## Ursprüngliche Mitglieder
- Stuhl Nummer 1 – Viktor Almquist
- Stuhl Nummer 2 – Selma Lagerlöf
- Stuhl Nummer 3 – Karl Wåhlin
- Stuhl Nummer 4 – Ellen Key
- Stuhl Nummer 5 – Erik Hedén
- Stuhl Nummer 6 – Kerstin Hård af Segerstad
- Stuhl Nummer 7 – Göran Björkman, sekreterare
- Stuhl Nummer 8 – Anna Maria Roos
- Stuhl Nummer 9 – John Landquist[1]

## Publikationen und verausgabte Preise
Die Gemeinschaft verausgabte von 1916 bis 1925 sowie 1930 das Jahresbuch Vår Tid. Die Zeitschrift Svensk Litteraturtidskrift wird seit 1938 veröffentlicht und zusätzlich seit 2003 ein literarischer Kalender.
Von der Gemeinschaft der Neun werden folgende Literaturpreise verliehen.
- Großer Preis (De Nios Stora Pris)
- Lotten-von-Kræmer-Preis
- Übersetzerpreis (De Nios översättarpris)
- Stina-Aronson-Preis
- John-Landquist-Preis, seit 2021: Inge-Jonsson-Preis
- Karl-Vennberg-Preis
- Winterpreis (De Nios Vinterpris)
- Samfundet De Nios Astrid Lindgren-Preis (Samfundet De Nios Astrid Lindgren-pris)
- Anders-och-Veronica-Öhmans-Preis
- Außergewöhnlicher Preis (Samfundet De Nios Särskilda pris)